# Il Mondo (magazine)
Pour les articles homonymes, voir Il Mondo (homonymie).
Il Mondo est un magazine hebdomadaire politique, culturel et économique fondé en 1949 par Gianni Mazzocchi (également fondateur de L'Europeo) et dirigé par Mario Pannunzio (en). Le magazine cesse définitivement de paraître en 2014.

## Histoire et profil
Le groupe fondateur, composé de Mario Pannunzio (directeur général), Vittorio Gorresio, Ennio Flaiano, Corrado Alvaro, Mino Maccari et Vitaliano Brancati, avait déjà travaillé ensemble dans l'hebdomadaire Omnibus (1937-1939).
Il Mondo  est fondé en 1949,. Le premier numéro du magazine et publié le 19 février 1949, avec des articles contre l'État-providence et l'économie keynésienne. En économie, le magazine s'est inspiré des théories économiques de Ludwig von Mises et Friedrich Hayek. Initialement né comme un périodique anticommuniste et laïc, il a maintenu au cours des années une ligne d'indépendance totale par rapport aux « pouvoirs en place » en politique et en finance. Les personnes écrivant pour Il Mondo comprenaient Ernesto Rossi, Giovanni Spadolini, Enzo Forcella, Antonio Cederna, Roberto Pane, Marco Pannella, Eugenio Scalfari, Tommaso Landolfi, Indro Montanelli, Vittorio De Caprariis et Panfilo Gentile. Les écrivains Thomas Mann et George Orwell étaient parmi les contributeurs étrangers. Le siège de l'hebdomadaire était établi à Rome.
Dans les premières années, le tirage moyen se situait entre 15 000 et 18 000 exemplaires, avec un maximum de 20 000 exemplaires. En 1955, Pannunzio a porté les pages du magazine de 12 à 16 pages, tandis qu'en 1956, l'éditeur a décidé de ramener Il Mondo à 12 pages. En septembre, le magazine est cédé à une société dont les principaux actionnaires étaient Nicolò Carandini et Adriano Olivetti. Le magazine a fermé ses portes en mars 1966.

### Relance et clôture définitive
En 1969, Rizzoli acquiert les droits du magazine et le relance en tant que magazine d'information au format Time. Après quelques années, Il Mondo est passé d'un magazine hebdomadaire à une publication spécialisée dans l'économie, ce qui est révolutionnaire pour l'époque en Italie.. Dans les années 1990, il commence une longue agonie, et dans la dernière période, le magazine est vendu comme un supplément du Corriere della Sera. Le magazine, hebdomadaire, était publié le vendredi.
De décembre 2002 à novembre 2003, le tirage moyen d'Il Mondo était de 94 729 exemplaires. Le tirage du magazine était de 78 430 exemplaires en 2007,.
Il Mondo ferme finalement ses portes en février 2014.